# Сенусерт I
Сенурсет I — (Са-на-уасра) (1965—1920 до н. е.) фараон Єгипту, другий представник XII династії Середнього царства. Царював 35 років. Його називають людиною з характером. Він приєднав багато територій до Єгипту, побудував великі архітектурні комплекси і завоював повагу серед єгипетського народу.

## Дитячі роки
У 10-річному віці юний принц Сенусерт повертався з військового походу на Лівію. Приїхавши додому він дізнався, що його батько Аменемхет I був убитий. Ці події було покладено в основу «Сказання про Сінуху». То був пропагандистський твір, що мав на меті підтримати нову XII династію, засновником якої був Аменемхет I.

## Правління
Сенурсет продовжив завойовницьку політику свого батька. У Нубії він дійшов до 3 порогу, а на заході він підійшов аж до берегів Лівії. За його правління Єгипет вів активну торгівлю із Сирією та Палестиною. Столицею залишалося місто Іті-тауї. Сенусерт займався розширенням храмів Амона-Ра в Карнаці, відновлював храми в Геліополі. До нашого часу там зберігся обеліск висотою 20 м. За 4 роки до своєї смерті він поставив свого сина Аменемхета II регентом. Поховали Сенурсета I в Ель-Лішті.